# Gościeradów-Folwark
Gościeradów-Folwark – kolonia w Polsce położona w województwie lubelskim, w powiecie kraśnickim, w gminie Gościeradów. 
Wieś stanowi sołectwo gminy Gościeradów. Według Narodowego Spisu Powszechnego (III 2011 r.) wieś liczyła 752 mieszkańców. 
Siedziba nadleśnictwa Gościeradów.
W latach 1975–1998 miejscowość administracyjnie należała do województwa tarnobrzeskiego.